# Sorbey (Mosa)
Sorbey è un comune francese di 233 abitanti situato nel dipartimento della Mosa nella regione del Grand Est.

## Società

### Evoluzione demografica
Abitanti censiti